# Juan Carlos Heredia Anaya
Juan Carlos Heredia Anaya (Córdoba, 1º maggio 1952) è un ex calciatore argentino naturalizzato spagnolo, di ruolo attaccante.

## Carriera

### Club
Durante la sua carriera ha giocato con numerose squadre di club, tra cui anche il Barcellona, con cui conta 74 presenze e 17 reti.

### Nazionale
Conta 3 presenze con la Nazionale spagnola.

## Palmarès

### Club

#### Competizioni nazionali
- Coppa di Spagna: 1

Barcellona: 1977-1978
- Coppa delle Coppe: 1

Barcellona: 1978-1979